# Toru Oniki
Toru Oniki (født 20. april 1974) er en tidligere japansk fodboldspiller og træner.
Han har spillet for flere forskellige klubber i sin karriere, herunder Kashima Antlers og Kawasaki Frontale.
Han har tidligere trænet Kawasaki Frontale.